# Андріанова Ірина Василівна
Ірина Василівна Андріанова (нар. 19 жовтня 1949) — радянська і російська театральна актриса, народна артистка Росії.

## Життєпис
Народилася 19 жовтня 1949 року в місті Люберці, Московська область.
Акторський факультет ГІТІСу імені А. В. Луначарського закінчила у 1971 році. Свою театральну діяльність вела в Ульяновському і Талліннському драматичних театрах. З 1974 року є актрисою Калінінського (потім — Тверського) академічного театру драми, де зіграла понад 150 ролей.
Виступала в якості постановника вистави «Рядові» Дударєва на малій сцені Тверського академічного театру драми. Ірина Василівна — лауреат фестивалю «Тверське золоте кільце». Звання заслуженої артистки РРФСР їй присвоєно в 1986 році, а в 2002 році вона була удостоєна звання народної артистки РФ.
Андріанова вперше в кар'єрі, в 2008 році, зіграла роль у короткометражному фільмі «Рання відлига» режисера Павла Дроздова.
Член Громадської Палати Тверській області.

## Нагороди
- Заслужена артистка РРФСР (1986).
- Народна артистка Росії (2002).
- Лауреат фестивалю «Тверське золоте кільце»;
- Лауреат Премії Тверської області за 2006 рік у номінації «Театральне мистецтво»;
- Лауреат почесного знака «Хрест св. Михайла Тверського»;
- Лауреат пам'ятного знаку «За заслуги перед містом»(2009 р.);
- лауреат Премії Губернатора Тверської області в номінації «акторська робота» за виконання ролі Городничого у виставі «Ревізор» по комедії Н. В. Гоголя (2010);
- Лауреат Премії Губернатора Тверської області в сфері культури і мистецтва, в номінації «за досягнення в театральному мистецтві» по категорії «акторська робота» у виставі «Дорога Памела» комедії Д. Патріка (2017).

## Роботи в театрі
Понад 150 ролей зіграно актрисою Андріанової за час її роботи в театрі:
Ульяновський драматичний театр
- Олександра Семенівна — «Принижені і ображені» Достоєвського;
- Таня — «Кінь Пржевальського» Шатрова;
- Діна, Рита — «Валентин і Валентина» Рощина;
- Вєрка — «Борги наші» Володарського;

Талліннський драматичний театр
- Люба — «Сталевари» Бокарева;
- Марія — «По кому дзвонить дзвін» Хемінгуея;
- Илуминада — «Худий приз» Кінтеро;

Тверській театр драми
- Дуняша — «Вишневий сад» Чехова;
- Валентина — «Минулого літа в Чулимську» Вампілова;
- Муся Волкова — «Золото» Польового;
- Клара Фастос — «Інтерв'ю в Буенос-Айресі» Боровика;
- Глафіра — «Вовки і вівці» Островського;
- Ольга — «Навала» Леонова;
- Джой — «Вбивство в Крикленді» Патріка;
- Фірсова — «Не спиться ночами» Овсяннікова, Михайлова;
- Рита — «Циліндр» Де Філіппо;
- Лідія Богаєвський — «Варвари» Горького;
- Олена — «Схожий на лева» Ібрагімбекова;
- Любов Сергіївна — «Тема з варіаціями» Альошина;
- Зінаїда — «Змієлов» Кареліна;
- Дотті — «Багато шуму і … нічого» Фрейна;
- Маня Поліванова — «Ім'я твоє» Проскуріна;
- Джессі — «російське питання» Симонова;
- Перонелла, Лауретта та ін. ролі — «Декамерон» Боккаччо;
- Наташа — «Наодинці з усіма» Гельмана;
- Аббі — «Любов під в'язами» О' Ніла;
- Реневье — «Світить, та не гріє» Островського;
- Еліна — «Веселенька неділя для пікніка» Вільямса;
- Маша — «Чайка» Чехова;
- Зойка — «Зойчина квартира» Булгакова, Пожлакова, Сумарокова;
- Глафіра Фирсовна — «Остання жертва» Островського;
- Місіс Хардкастл — «Ніч помилок» Голдсміта;
- Дона Лібера — «Кьоджинские перепалки» Гольдоні;
- Доллі — «Анна Кареніна» Толстого;
- Орина Пантелеймонівна — «Одруження» Гоголя;
- Софія — «Останні» Горького;
- Поліна Карпівна — «Обрив» Гончарова;
- Світла — «Четверо з одним чемоданом» Курляндського;
- Бьянка — «Приборкання приборкувача» Флетчера;
- Раневська — «Вишневий сад» Чехова;
- Єлизавета — «Єлизавета проти Єлизавети» Шіллера;
- Кручиніна — «Без вини винуваті» Островського;
- Мамаєва — «На всякого мудреця досить простоти» Островського;
- Кінь Сестриця — «Дуже проста історія» Ладо;
- Марфа Севастьянова — «Не руйнуй моїх надій» Островського;
- Ненсі Валлоні — «Ще один Джексон, або Перебір» Бергера;
- Лелька — «Жарти в глушині» Муренко;
- Господиня балу — «Маскарад» Лермонтова;
- Городничий — «Ревізор» Гоголя;
- Клавдія — «Запах легкої засмаги» Гур'янова;
- Феліціата Антонівна Шаблова — «Пізня любов» Островського;
- Эльна Вінгер і Едіт Тельманн — «Норвезький круїз» по одноактними п'єсами Інгер Хагеруп "Чай з лимоном і Бьерг Вік «Подорож до Венеції»;
- Кастелянша — «Клінічний випадок» Куні;
- Мати — «Міщанська весілля» Брехта;
- Тітонька Матильда — «Третє слово (Дикун)» Касона;
- Памела Кронки — «Дорога Памела (Як пришити стареньку)» Патріка;
- Мадлена Бежар — «Кабала святош» Булгакова;
- Няня — «Пушкін. Євгеній Онєгін».

## Фільмографія
Ірина Андріанова виконала дві ролі в кіно:
- 2008 — Рання відлига;
- 2013 — Маскарад, господиня балу;